# 三宅米吉
三宅 米吉（みやけ よねきち、1860年7月1日（万延元年5月13日） - 1929年（昭和4年）11月11日）は、明治時代から昭和初期にかけての日本の歴史学者、教育者。号は昭軒。
紀伊国和歌山城下出身。慶應義塾に学んだ後、新潟学校、千葉師範学校、東京師範学校に勤務。1886年（明治19年）に大手教科書出版社・金港堂に入社し、同社の支援よる欧米留学を経て、教科書や雑誌の編集に従事。1895年（明治28年）以降は高等師範学校、東京高等師範学校教授および帝国博物館、東京帝室博物館の要職を長く務めた。1901年（明治34年）には文学博士となり、また考古学会会長に就任。晩年は東京高等師範学校長、帝室博物館総長、宮中顧問官、帝国学士院会員を歴任した。高師校長としては東京文理科大学設立に尽力し、初代学長に就任している。

## 生涯

### 和歌山・東京修学時代
1860年（万延元年）、和歌山藩士・三宅栄充の長男として紀伊国和歌山城下に出まれた。7歳で藩校学習館に入り、3年ほど漢籍を学んだ後、民政局参事草野政信の教えを受けた。
1872年（明治5年）、宮内大監の職にあった父を追って上京し、慶應義塾正則部に入学。義塾では成績優秀で、5年制の正則部で飛び級を重ね、在学2年ほどで第5学年に進んだが、この時、学則改正により正則と変則が合併されたため、少年には難解な政治学、経済学が学科の中心となった。不平を覚えた三宅は同級の尾崎行雄とともに別の学級の設置を訴えたが、一二の学生のための特設はできないとして転校を促され、尾崎とともに退学するに至る。

### 中等学校教員時代
1876年（明治9年）、父の新潟裁判所転任にともなって新潟に移り、7月に官立新潟英学校英語教員心得の職を得た。翌年3月、新潟英学校が県立新潟学校英語教場に改組された際には同校百工化学教場助手となり、次いで英語教場訳読教師、舎中監事を兼任した。百工化学教場では教諭中川謙二郎の元で物理学、化学などを実習し、科学的実験・研究法を学んでいる。同校での教え子には、後に東京師範学校や金港堂で同僚となる新保磐次、歴史・地理学者となる吉田東伍、工学博士となる近藤虎五郎らがいた。また同校時代には外国人から製造化学を学んでおり、1879年（明治12年）7月に製造工業の道に進むことを志して新潟学校を辞し、再度上京したが、当時の工業社会には適当な職が見つからなかったという。
東京では結局、草野政信宅に寄寓し、旧藩主である紀州徳川家の家扶上田章に漢文を学びながら同家の蔵書（後の南葵文庫）を借覧する機会を得ることになった。ここで和漢の史籍を目にしたことがきっかけで、三宅は科学的な日本史研究の必要を覚え、歴史学者の道を歩むことになる。1880年（明治13年）3月、新潟学校時代の校長で千葉師範学校長となっていた小杉恒太郎の招きを受けて同校教師となり、間もなく千葉中学校教師、および両校の舎中幹事を兼任した。千葉中学校では主に物理と化学を教授し、教え子の中には、後に歴史学者となる白鳥庫吉、外務大臣を務める石井菊次郎、京都府知事となる木内重四郎がいた。
翌1881年（明治14年）3月、慶應義塾時代の教員で東京師範学校長補の職にあった高嶺秀夫に招かれて同校雇教員に転じ、次いで助教諭となった。同校では歴史と英語を担任し、附属小学校でも物理と化学を教えたという。

### 欧米留学・金港堂時代
金港堂編集所取締役となり、雑誌『都の花』『文』等を創刊。

### 高等師範学校・帝国博物館時代
帝国大学講師を経て文学博士に。国語教育、歴史教育に尽力した。同僚に那珂通世などが居る。

### 死去
東京文理科大学学長に就任したばかりの昭和4年（1929年）、狭心症のため死去。墓所は染井霊園。

## 栄典
勲章等
- 1904年（明治37年）12月27日 - 勲六等瑞宝章[4]
- 1926年（大正15年）4月26日 - 勲二等瑞宝章[5]
- 1929年（昭和4年）11月11日 - 帝都復興記念章[6]、勲一等瑞宝章[7]

## 著作
- 『考古学研究』 岡書院、1929年10月
- 『文学博士 三宅米吉著述集』 文学博士三宅米吉著述集刊行会編纂、文学博士三宅米吉著述集刊行会、1929年10月上巻・下巻
- 『三宅米吉集』 木代修一編、築地書館〈日本考古学選集〉、1974年3月
- 『三宅米吉教育論集』 森田俊男編、明治図書出版〈世界教育学選集〉、1974年5月

著書
- 『簡易器械 理化学実験法 巻一』 後藤牧太同著、普及舎、1885年10月、NIER OPAC BB16231275
  - 日本科学史学会編 『日本科学技術史大系 第8巻 教育1』 第一法規出版、1964年12月 - 抄録
- 『日本史学提要 第一編』 普及舎、1886年4月
- 『小学作文書』 金港堂、1886年8月第一-第四
- 『習字教授案』 金港堂、1887年6月
- 『理科初歩』 新保磐次合著、金港堂、1887年9月有用ノ礦物 ／ 1887年10月有用ノ植物・化学ニ係ル事柄 ／ 1887年11月総論
  - 海後宗臣編纂 『日本教科書大系 近代編第二十三巻 理科（三）』 講談社、1966年7月 - 総論、有用ノ礦物、有用ノ植物を収録。
  - 板倉聖宣ほか編著 『理科教育史資料 第2巻 理科教科書史』 東京法令出版、1986年10月 - 抄録。
- 『小学歴史編纂法』 金港堂〈金港堂叢書〉、1887年11月
- 『高等 日本読本』 新保磐次同著、金港堂、1888年
- 『益軒ノ教育法』 金港堂、1890年3月
- 『小学校用作文書』 金港堂編輯所編輯、金港堂、1890年5月
- 『嘉永以前 日欧交通年表略』 東京帝室博物館編輯、東京帝室博物館、1896年8月
- 『聖堂略志』 孔子祭典会、1908年4月
  - 『諸名家孔子観』 孔子祭典会編纂、博文館、1910年4月
  - 『修訂 聖堂略志』 斯文会、1922年10月
  - 『聖堂略志』 中山久四郎増補、斯文会、1935年4月 ／ 大空社〈日本教育史基本文献・史料叢書〉、1998年12月、ISBN 4872366573
- 『御即位ト大嘗祭』 石黒魯平編輯、石黒魯平、1916年4月
- 『高嶺秀夫先生伝』 高嶺秀夫先生記念事業会著、培風館、1921年12月 ／ 国書刊行会〈明治教育古典叢書〉、1980年11月 ／ 大空社〈伝記叢書〉、1987年9月
- 『院政時代の供養目録』 津田敬武共著、東京帝室博物館〈帝室博物館学報〉、1924年12月
  - 『極楽願往生歌』 津田敬武共著、勉誠社〈勉誠社文庫〉、1976年10月

編書
- 『以文会筆記抄』 雄山閣、1929年9月

## 関連文献
- 「故東京文理科大学長三宅米吉叙勲ノ件」（国立公文書館所蔵 「叙勲裁可書・昭和四年・叙勲巻四」） - アジア歴史資料センター Ref.A10113056100
- 「三宅米吉君」（大屋専五郎編 『現今名家 記者列伝 上巻』 春陽堂、1889年7月）
  - 山本武利、有山輝雄監修 『新聞史資料集成 明治期篇 第4巻 新聞記者論2』 ゆまに書房、1995年5月、ISBN 489668916X
- 「三宅米吉氏」（三田商業研究会編纂 『慶應義塾出身名流列伝』 実業之世界社、1909年6月）
- 『教育』第369号（文学博士三宅米吉先生母校在職満二十五年祝賀記念号）、茗渓会、1913年12月
  - 秋元正親編 『文学博士三宅米吉君 東京高等師範学校在職二十五年祝賀 記念誌』 茗渓会、1913年12月
- 「三宅先生古稀祝賀」（『教育研究』第349号、初等教育研究会、1929年11月）
- 「哀悼三宅先生」（『教育研究』第350号、初等教育研究会、1929年12月）
- 『斯文』第11編第12号、斯文会、1929年12月
- 吉田弥平編 『文学博士 三宅米吉先生追悼録』 茗渓会・大塚学友会・大塚史学会、1930年2月
- 『考古学』第3巻第6号、東京考古学会、1932年11月
- 「三宅先生追憶録」（『史潮』第70号、大塚会、1959年11月）
  - 三宅米吉先生追悼の会編 『三宅先生三十年祭追憶誌』 三宅米吉先生追悼の会、1959年12月
- 小沢栄一著 『近代日本史学史の研究 明治編』 吉川弘文館、1968年2月
- 「三宅米吉」（鈴木博雄著 『東京教育大学百年史』 日本図書文化協会、1978年7月）
- 森田俊男著 『開闢ノコトハ通常歴史ヨリ逐イダスベシ』 民衆社、1981年6月
- 「三宅米吉 : 人と学業」（木代修一著 『増補 日本文化の周辺』 雄山閣出版、1982年11月）
- 築山治三郎著 『三宅米吉その人と学問』 図書文化社、1983年4月、ISBN 4810031020
- 唐沢富太郎 「三宅米吉 : 博学にして人格崇高な高等師範学校長」、同 「三宅米吉 : 日本の歴史研究、考古学の開拓者」（唐沢富太郎編著 『図説 教育人物事典 : 日本教育史のなかの教育者群像 中巻』 ぎょうせい、1984年4月）
- 「三宅米吉」（斎藤忠著 『考古学史の人びと』 第一書房、1985年11月）
- 「三宅米吉博士の人と学」（山根徳太郎著 『花を求むる心 : 日本文化襍考』 山根徳太郎先生顕彰会、1997年7月）